# (400166) 2006 VX133
(400166) 2006 VX133 es un asteroide perteneciente al cinturón de asteroides, descubierto el 15 de noviembre de 2006 por el equipo del Mount Lemmon Survey desde el Observatorio del Monte Lemmon, Arizona, Estados Unidos.

## Designación y nombre
Designado provisionalmente como 2006 VX133.

## Características orbitales
2006 VX133 está situado a una distancia media del Sol de 2,734 ua, pudiendo alejarse hasta 3,395 ua y acercarse hasta 2,072 ua. Su excentricidad es 0,241 y la inclinación orbital 7,239 grados. Emplea 1651,27 días en completar una órbita alrededor del Sol.

## Características físicas
La magnitud absoluta de 2006 VX133 es 16,7.